# Mabea angustifolia
Mabea angustifolia là một loài thực vật có hoa trong họ Đại kích. Loài này được Spruce ex Benth. mô tả khoa học đầu tiên năm 1854.